# راي إنرايت
راي إنرايت (بالإنجليزية: Ray Enright)‏ هو كاتب سيناريو ومونتير ومخرج أمريكي، ولد في 25 مارس 1896 في مدينة اندرسون في الولايات المتحدة، وتوفي في 3 أبريل 1965 في هوليوود في الولايات المتحدة بسبب نوبة قلبية.

## وصلات خارجية
- راي إنرايت على موقع IMDb (الإنجليزية)
- راي إنرايت على موقع الموسوعة البريطانية (الإنجليزية)
- راي إنرايت على موقع ألو سيني (الفرنسية)
- راي إنرايت على موقع أول موفي (الإنجليزية)
- راي إنرايت على موقع قاعدة بيانات الأفلام السويدية (السويدية)
- راي إنرايت على موقع إن إن دي بي (الإنجليزية)
- راي إنرايت على موقع قاعدة بيانات الفيلم (الإنجليزية)
- راي إنرايت على موقع كينوبويسك (الروسية)